# Spahiu

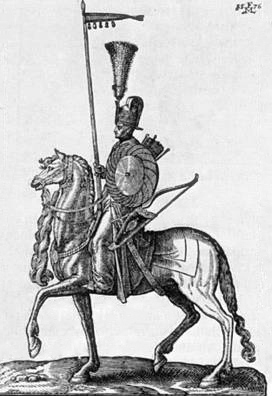
Spahiu

Spahiii (în limba turcă otomană: سپاهی transliterat Spahia sau Spahiu, în albaneză Spahi, Sepahi sau Spakh) au fost un corp otoman de cavalerie de elită. Soldații care compun acest corp de armată se numeau spahii (singular: spahiu). Termenul provine din cuvântul persan سپاه sepâh (armată).